# La princesa i el pèsol

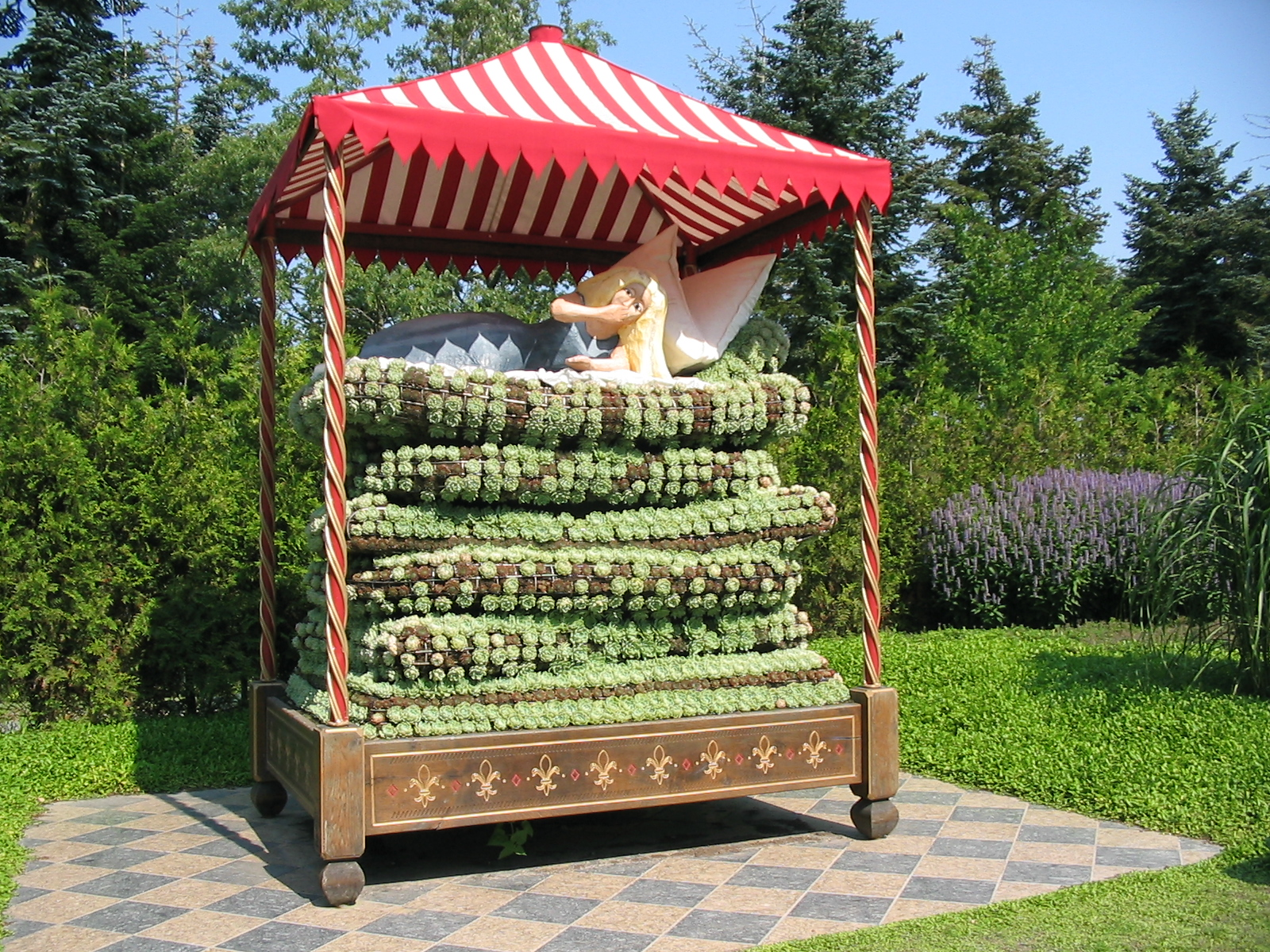
Representació del conte

La princesa i el pèsol és un conte tradicional europeu conegut pel relat breu de Hans Christian Andersen publicat en 1835.

## Argument
Un príncep es volia casar, però no amb qualsevol dona sinó amb una princesa de veritat. Cap no va superar la prova que els feia fins que un dia de tempesta va arribar una princesa que després de passar la nit com a convidada al castell en una habitació d'un luxe impressionant, li van preguntar com havia dormit. Ella contestà que molt malament, perquè un pèsol se li havia clavat a l'esquena tot traspassant els vint matalassos i les vint flassades que li havien posat. Això va demostrar que era una princesa, ja que només elles tenen la pell tan delicada.

## Anàlisi
El conte d'Andersen sembla provenir de les narracions tradicionals sueques, però existeixen històries similars en diferents cultures. Sèneca en narra una on una princesa es queixa de dormir sobre un llit de roses perquè un pètal se li clava. En un conte medieval un home apareix al matí amb una ferida perquè hi havia un cabell sota els set matalassos on dormia.
El tema central en tots els relats és el mateix, la delicadesa és prova de sang reial, per distingir les pells dels nobles de les dels camperols o artesans, acostumats a treballar amb les mans i avesats a la duresa de l'entorn. El príncep vol garantir la puresa del seu llinatge amb la prova per trobar una princesa de veritat, ni l'amor ni els diners el mouen a l'hora de planejar el seu matrimoni, sinó garantir un enllaç que accentuï la separació entre els estaments socials (i en un context de monarquia hereditària, també garantir el dret sels successors per tenir doble sang reial).